# Liste der Äbte von Neukloster
Die folgenden Personen waren Äbte des Stiftes Neukloster:
- 1. Heinrich Sternberger (1444–1445)
- 2. Godfried von Otterstet (1446–1460)
- 3. Georg I. (1460)
- 4. Johannes I. (1460–1482)
- 5. Andreas I. (1483–1487)
- 6. Petrus I. (1488–1489)
- 7. Martin I. (1490–1505)
- 8. Johannes Lindenlaub (1506–1515, dann Abt von Stift Rein bis 1529)
- 9. Michael (1515–1524)
- 10. Gregor (1525–1538)
- 11. Johannes III. (1538–1540)
- 12. Konrad Faber (1540–1545)
- 13. Matthias I. (1548–1551)
- 14. Gebhard Georg (1551, Rücktritt)
- 15. Sebastian Gstaltner (1551–1552)
- 16. Johannes Fein (1553–1557)
- 17. Bartholomäus von Grudenegg (1557–1559)
- 18. Johannes Helmstorffer (1559–1566)
- 19. Christoph Erkl (1568–1586)
- 20. Lorenz Laimbrod (1586–1590)
- 21. Georg II. Gorian (1593–1598)
- 22. Matthias II. Gülger (1600–1605, dann Abt von Stift Rein)
- 23. Balthasar Fabricius (1606–1618, dann Abt von Stift Neuberg)
- 24. Ignaz Krafft (1618–1622, dann Abt im Stift Lilienfeld)
- 25. Johann Jakob Pettard (1622–1640, resigniert)
- 26. Bernhard Breil (1640–1649, dann Abt von Stift Baumgartenberg)
- 27. Robert I. Notius (1649–1663)
- 28. Mathäus Eisenbart (1663–1683)
- 29. Alexander Standhartner (1683–1707)
- 30. Robert II. Lang (1707–1728)
- 31. Raimund Jungwirth (1728–1729)
- 32. Benedikt Hell (1729–1746)
- 33. Joseph Stübicher (1746–1775)
- 34. Alberich Stingel (1775–1801)
- 35. Anton Michael Wohlfarth (1801–1836)
- 36. Anton Bilimek (1836–1839)
- 37. Bernhard Schwindel (1839–1856)
- 38. Benedikt Steiger (1857–1880, Rücktritt)